# Приекуле (станция)
Прие́куле (латыш. Priekule) — ныне не действующая железнодорожная станция в одноимённом городе в Южно-Курземском крае Латвии.

## История
Станция построена в 1871 году при открытии железнодорожного сообщения между Лиепаей и Вильнюсом. В 1883 году от станции до местного кирпичного завода была проложена ширококолейная ветка и, несколько позже, узкоколейка, соединившая с основным производством принадлежавший владельцу кирпичного завода большой участок торфяника. В годы Первой мировой войны немецкой армией была построена 74-километровая линия от Приекуле до одной из станций, расположенных на территории Пруссии, после чего станция получила статус железнодорожного узла.
В 1998 году пассажирское движение по железной дороге, проходящей через Приекуле, было ликвидировано. После 2011 года железнодорожные пути были разобраны за чертой города. Вокзал и вторая посадочная платформа сохранились вместе с обоими путями.
В советские времена на противоположной стороне путей была обустроена остановка для междугородних автобусов, курсировавших по маршруту Лиепая — Скуодас. Внутри вокзала были кассы как для железнодорожного транспорта, так и для автобусов.